# Rokietnica (gemeente in powiat Poznański)
De gemeente Rokietnica is een landgemeente in het Poolse woiwodschap Groot-Polen, in powiat Poznański.
De zetel van de gemeente is in Rokietnica.
Op 30 juni 2004 telde de gemeente 8706 inwoners.

## Oppervlakte gegevens
In 2002 bedroeg de totale oppervlakte van gemeente Rokietnica 79,31 km², waarvan:
- agrarisch gebied: 83%
- bossen: 8%

De gemeente beslaat 4,18% van de totale oppervlakte van de powiat.

## Demografie
Stand op 30 juni 2004:
| Omschrijving                   | Totaal | Totaal | Vrouwen | Vrouwen | Mannen | Mannen |
| ------------------------------ | ------ | ------ | ------- | ------- | ------ | ------ |
| eenheid                        | aantal | %      | aantal  | %       | aantal | %      |
| inwoners                       | 8706   | 100    | 4474    | 51,4    | 4232   | 48,6   |
| bevolkingsdichtheid (inw./km²) | 109,8  | 109,8  | 56,4    | 56,4    | 53,4   | 53,4   |

In 2002 bedroeg het gemiddelde inkomen per inwoner 1630,79 zł.

## Plaatsen
Bytkowo, Cerekwica, Dalekie, Kiekrz, Kobylniki, Krzyszkowo, Mrowino, Napachanie, Pawłowice, Przybroda, Rogierówko, Rokietnica, Rostworowo, Sobota, Starzyny, Żydowo.

## Aangrenzende gemeenten
Kaźmierz, Oborniki, Poznań, Suchy Las, Szamotuły, Tarnowo Podgórne